# Уэлш, Стивен
Сти́вен Уэ́лш (англ. Stephen Welsh; род. 19 января 2000, Котбридж, Норт-Ланаркшир) — шотландский футболист, защитник клуба «Селтик», выступающий на правах аренды за клуб «Мехелен».

## Клубная карьера
Уэлш — воспитанник клуба «Селтик». Летом 2019 года Стивен для получения игровой практики был арендован клубом «Гринок Мортон». 30 августа в матче против «Инвернесс Каледониан Тисл» он дебютировал в шотландском Чемпионшипе. После окончания аренды Уэлш вернулся в «Селтик». 2 февраля 2020 года в матче против «Гамильтон Академикал» он дебютировал шотландской Премьер-лиге. 6 февраля в поединке против «Мотеруэлла» Стивен забил свой первый гол за «Селтик». 

## Карьера в сборной
В 2017 году в составе юношеской сборной Шотландии Уэлш принял участие в юношеском чемпионате Европы в Хорватии. На турнире он сыграл в матчах против команд Фарерских островов, Венгрии и Франции. 